# Josef Myslivec (historik umění)
Josef Myslivec (7. července 1907 Praha – 20. listopadu 1971 tamtéž) byl český právník, historik umění, byzantolog a překladatel, v 50. letech politický vězeň, syn advokáta a politika Josefa Myslivce, otec Michaely Freiové.

## Život
Narodil se v rodině říšského poslance JUDr. Josefa Myslivce a jeho manželky Boženy, rozené Staňkovské.
V roce 1930 úspěšně ukončil studia na Právnické fakultě Univerzity Karlovy, kromě toho však studoval také dějiny umění a zajímal se zejména o byzantské umění; zde ho silně ovlivnil N. L. Okuněv, který jej také uvedl do pražského Archeologického institutu N. P. Kondakova. Myslivec publikoval v časopise Byzantinoslavica a v ročence Kondakovova institutu Seminarium Kondakovianum. Roku 1934 obhájil rigorózní práci Sv. Jiří ve východokřesťanském umění. Od roku 1937 spolupracoval na Ottově slovníku naučném nové doby.
V letech 1945–1948 byl jedním z redaktorů časopisu Vyšehrad; spolupracoval s Josefem Zvěřinou či Bedřichem Fučíkem. Roku 1947 vydal dvě knihy věnované východnímu křesťanskému umění: Ikona a Dvě studie z dějin byzantského umění. Po roce 1948 se živil jako překladatel a pod pseudonymem Martin Šíma vydal několik překladů z ruštiny (Leskov, Čechov aj.).
V r. 1952 byl zatčen; r. 1953 byl v jednom z procesů s katolickými intelektuály odsouzen na 10 let vězení a jako vězeň pracoval v uranových dolech na Jáchymovsku a Příbramsku a ve valdické věznici. Roku 1960 byl propuštěn na amnestii a pracoval jako skladník, později mohl externě spolupracovat s Ústavem dějin umění ČSAV, pro který mj. sestavil katalog ikon ze sbírek bývalého Kondakovova institutu (1968, publikován až r. 1999). V letech 1968–1970 přispíval do časopisů Via a Katolické noviny, zejména na liturgická témata. Účastnil se překladu mešního řádu do češtiny. Patřil také ke spolupracovníkům Jiřího Reinsberga při zavádění liturgických reforem v Týnském chrámu a v kostele sv. Havla, podílel se mj. na edici Svatohavelského zpěvníku. Pod pseudonymem Pavel Strachota připravil výbor z patristických textů, vydaný r. 1970 v exilové Křesťanské akademii pod titulem Hlasy Otců.
Podle svědectví rodiny je autorem tří krátkých textů, které ve sbírce Hlasy Otců otiskl pod pseudonymem Kartuziánský anonym z XV století.
Je pochován na Olšanských hřbitovech v Praze.

## Dílo (výběr)
- Liturgické hymny jako náměty ruských ikon, in: Byzantinoslavica 3, 1931, str. 462–497
- Ikonografie Akathistu Panny Marie, in: Seminarium Kondakovianum 5, 1932, str. 97–130
- České Madony gotické byzantských typů, in: Památky archeologické 40, 1937, str. 1–24
- Italořecké ikony, in: Dílo 32, 1941-42, str. 53–56.
- Umění byzantské církve jako projev jejího duchovního života, in: Apoštolát sv. Cyrilla a Methoda pod ochranou blahoslavené Panny Marie 33, 1946, str. 24–26, 63–65, 101–103, 178–181
- Ikona. Praha, Vyšehrad, 1947
- Une contribution à l'étude de genre dans l'art byzantin, in: Byzantinoslavica 9, 1947-48, str. 324–341
- Přijď, radosti věčná. Modlitby křesťanského Východu (překlad a vydání J. M.), Praha, Vyšehrad, 1948
- Ruské ikony , Praha, Spolek výtvarných umělců Mánes, 1948
- Dvě studie z dějin byzantského umění. Praha, Universum, 1948 (Práce)
- O řeckém církevním roce, in: kolektiv autorů, Tváří k východu. Příspěvky k poznání křesťanského východu, Brno, Nakladatelství brněnské tiskárny, 1948, str. 7–20
- Několik slov o řeckoslovanských liturgických knihách, tamtéž, str. 21–27
- Výtvarné umění řecké církve, tamtéž, str. 63–65, 101–103, 178–181
- Duchovní Mystéria na Východ, tamtéž, str. 33–40
- Myslivec, Josef (přel.): "Metropolity Ilariona `Pochvala sv. Vladimíra`", tamtéž, str. 99–105
- Myslivec, Josef: „Počátky didaktických námětů ve starém ruském malířství“, in: Cestami umění. Praha, Melantrich, 1949
- Myslivec, Josef: "Česká gotika a Byzanc", in: Umění 18, 1970, str. 333–351
- Křesťanský východ a my, in: J. Myslivec, Křesťanský východ a my – V. Tkadlčík, Velehradská cesta k odloučeným bratřím, Praha, ČKCh 1970, str. 7–40
- Hlasy Otců. Liturgický rok s osobnostmi církevních dějin (pod pseudonymem Pavel Strachota), Řím 1970, Kostelní Vydří 2005
- Sakrální prostory na Karlštejně. Příspěvek k problematice jejich programu, (autoři Zdeněk Bouše a Josef Myslivec), in: Umění 19, 1971, str. 280–295
- Řeholní život v Čechách a na Moravě v době předhusitské, samizdat
- Catalogue of Icons from the Collection of the former N. P. Kondakov Institute in Prague (vyd. H. Hlaváčková), Praha 1999 (Fontes Historiae Artium VII)